# Tubereuze sclerose
Tubereuze sclerose (TS), ook wel de ziekte van Bourneville-Pringle genoemd, is een erfelijk syndroom dat gepaard kan gaan met afwijkingen van de huid, de hersenen, de nieren en andere organen. De aandoening werd voorheen tot de facomatosen gerekend. In Nederland zijn er ongeveer 2000 patiënten met tubereuze sclerose.

## Oorzaak
Er zijn twee genen die de ziekte kunnen veroorzaken: TSC1 op chromosoom 9 en TSC2 op chromosoom 16. De meeste patiënten zijn de eerste (meestal de enige) in hun familie, bij hen is de verandering (mutatie) in het DNA dan voor het eerst ontstaan ("de novo"). De ziekte erft autosomaal-dominant over, dat wil zeggen dat gemiddeld de helft van de kinderen van een ouder met tubereuze sclerose de aandoening zal hebben.

## Symptomen

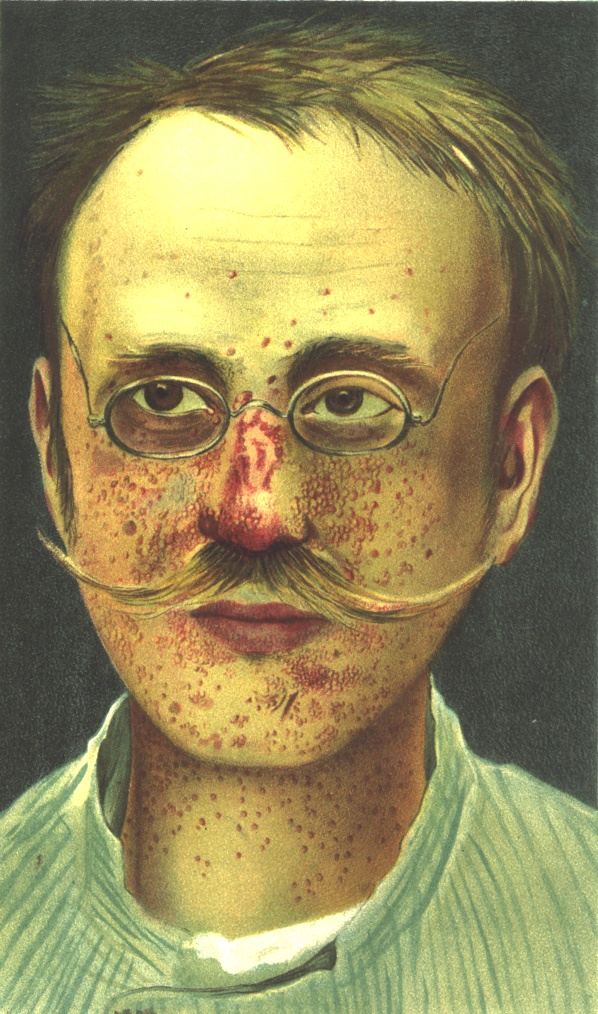
Man met adenoma sebaceum, 1903

De ernst van de ziekte kan sterk variëren van persoon tot persoon. Sommige patiënten hebben geen of weinig symptomen, anderen zijn van kinds af aan ernstig gehandicapt.

### Hersenen
- Epilepsie: de epilepsie treedt vaak al vroeg op, namelijk bij de baby als Blitz-Nick-Salaamkrampen.
- Verstandelijke handicap, vaak met autisme.
- Kleine gezwellen in de hersenen, (ependymomen/astrocytomen en tubers), meestal goedaardig afhankelijk van de lokalisatie.

### Huidaandoeningen
- Lichte plekken waar pigment ontbreekt.
- Vlinderachtige, bobbelachtige roodheid van het gelaat, het "adenoma sebaceum", verschijnt pas later. Deze huidafwijking lijkt van afstand wel wat op acne, maar bij beter kijken zijn er geen "puistjes" maar bultjes te zien.
- Veranderde structuur van de huid in de lendenen "peau de chagrin"
- Gesteelde, goedaardige, tumortjes die langs de nagels groeien.

### Nieraandoeningen
Zo'n 55-75 procent van de patiënten heeft angiomyolipomen; op zichzelf goedaardige tumoren aan de nieren, die echter gauw bloeden en geweldig groot kunnen worden. Men kan er, omdat de tumor zo enorm gemakkelijk bloedt, niet in puncteren en niet aan opereren. De enige veilige behandeling is "embolisatie"; het afsluiten van het bloedvat waardoor de tumor wegschrompelt.

### Overige
- Oogaandoeningen
- Lymfangioleiomyomatose (LAM), gaat gepaard met verandering van de structuur van het longweefsel (honingraat-long) en de vorming van cystes. Vrijwel altijd zijn het vrouwelijke patiënten die deze symptomen vertonen; het komt voor bij 26 tot 39 procent van hen.[8]
- Tumoren in het hart (rabdomyoom), bij zo'n 50-70 procent van de kinderen met TS. Slechts in zeldzame gevallen geeft dit aanleiding tot problemen.[8]

### Trias van Bourneville
Onder de trias van Bourneville verstaat men de combinatie van een verstandelijke beperking, epilepsie en adenoma sebaceum.

## Diagnose
De verschijnselen van de ziekte zijn onderverdeeld in major (bv gezwelletjes in de hersenen; angiomylolipomen in de nieren; de typische huiduitslag) en minor (bijvoorbeeld putjes in het tandglazuur). Bij aanwezigheid van twee major of één major met twee minor criteria kan de diagnose worden gesteld.
De hersenen en de nieren kunnen worden afgebeeld met MRI-scan, CT-scan, Echografie, Röntgenonderzoek, EEG of Wood's lamp onderzoek.
Tegenwoordig kan de diagnose bevestigd worden met DNA-onderzoek.

## Behandeling
De behandeling is vooral symptoombestrijding: behandeling van de epilepsie bijvoorbeeld. Bij kinderen met een ernstige vorm van epilepsie kan vigabatrine effectief zijn.
Veel Nederlandse patiënten zijn in Utrecht of in bij het Expertisecentrum ENCORE in Rotterdam onder controle van de speciale polikliniek. Geregeld wordt van hen een scan gemaakt, zodat tijdig kan worden ingegrepen als een hersentumor gevaar op gaat leveren, of de niertumoren te groot worden. In het laatste geval zal men via de lies een slangetje in het voedende vat van de niertumor leggen en er zo een stof in spuiten die het vat afsluit.
Een nieuwe niet-chirurgische behandelmethode dient zich aan. De met TS geassocieerde tumoren vertonen een verhoogde activiteit van het zogenaamde mTOR pathway. Sirolimus, een oraal in te nemen geneesmiddel, (ook bekend onder de namen rapamycine en Rapamune®) grijpt hier op aan en normaliseert de activiteit van het verstoorde mTOR pathway. In een aantal kleine studies is de effectiviteit sirolimus bij TS geassocieerde tumoren aangetoond: regressie (verschrompeling) van tumoren in de hersenen (astrocytomen), nieren (angiomylolipomen), en in de longen (lymfangioleiomyomatose). In het bijzonder bij prenataal gediagnosticeerde TS biedt dit interessante vooruitzichten; men zou door vroeg te starten met de behandeling met sirolimus, de tumorgroei in een zo vroeg mogelijk stadium kunnen laten stagneren. Echter, nader onderzoek zal nodig zijn, voordat sirolimus op grote schaal kan worden ingezet voor de behandeling van TS.